# Sojus TM-12
Sojus TM-12 ist die Missionsbezeichnung für den Flug eines sowjetischen Sojus-Raumschiffs zur sowjetischen Raumstation Mir. Es war der zwölfte Besuch eines Sojus-Raumschiffs bei der Raumstation Mir und der 88. Flug im sowjetischen Sojusprogramm.

## Besatzung

### Startbesatzung
- Anatolyj Arzebarskyj (1. Raumflug), Kommandant
- Sergei Konstantinowitsch Krikaljow (2. Raumflug), Bordingenieur
- Helen Patricia Sharman (1. Raumflug), Wissenschaftskosmonautin ( Vereinigtes Königreich)

### Ersatzmannschaft
- Alexander Alexandrowitsch Wolkow, Kommandant
- Alexander Jurjewitsch Kaleri, Bordingenieur
- Timoti Kristian Charles Mace, Wissenschaftskosmonaut ( Vereinigtes Königreich)

### Rückkehrmannschaft
- Anatolyj Arzebarskyj (1. Raumflug), Kommandant
- Toqtar Äubäkiro (1. Raumflug), Bordingenieur ( Kasachstan)
- Franz Viehböck (1. Raumflug), Wissenschaftskosmonaut ( Österreich)

## Missionsüberblick
Arzebarski und Krikaljow lösten die alte Stammbesatzung ab, die Britin Sharman kehrte mit dieser nach einwöchigem Flug in der Raumstation Mir zur Erde zurück. Die von britischen Unternehmen bezahlte Mission beinhaltete vor allem biologische und chemische Experimente. Außerdem hielt Helen Sharman eine Unterrichtsstunde, die direkt in britische Klassenzimmer übertragen wurde.
Für die neunte Stammbesatzung standen vor allem Experimente zur Astronomie, Biologie, Chemie, Erderkundung, Raumfahrttechnik, Materialwissenschaft und Medizin auf dem Programm. Außerdem führten die Kosmonauten Wartungsarbeiten aus und wechselten mehrere Apparaturen gegen neue Systeme. Wichtig waren ebenso ihre Außenbordarbeiten zur Reparatur einer Antenne des Annäherungssystems Kurs am Kwant-Modul und zur Montage eines 14 Meter langen faltbaren Gittermastes aus einer neuartigen Titan-Nickel-Legierung für ein zusätzliches Steueraggregat ebenfalls am Kwant-Modul. Bei insgesamt sechs Ausstiegen arbeiteten die beiden Kosmonauten 32 Stunden und 23 Minuten im Weltraum. Während ihrer Mission erhielten sie Versorgungsgüter durch die Transportraumschiffe Progress M-8 und M-9. Sergej Krikaljow musste sechs Monate länger als vorgesehen im All bleiben, da die nächsten beiden geplanten Missionen aus Geldmangel zusammengelegt wurden und somit nur ein Mitglied der Stammbesatzung ausgetauscht werden konnte.
Daten der sechs Außenbordeinsätze von Arzebarski und Krikaljow während der Mission Sojus TM-11:

24.06. 	4:53 h 	Austausch einer Antenne

28.06. 	3:24 h 	Reparatur der Antenne für das Annäherungssystem Kurs, Montage eines Laserreflektors und Austausch von Geräten

15.07. 	5:45 h 	Montage einer faltbaren Plattform

19.07. 	5:28 h 	Montage eines Mastes für ein neues Antriebsaggregat zur besseren Lageregelung des Orbitalkomplexes (SOFORA)

23.07. 	5:34 h 	Belastungstest des SOFORA-Mastes

27.07. 	6:49 h 	Weiterer Test des SOFORA-Mastes